# Amour et Carburateur
Pour plus de détails, voir Fiche technique et Distribution.
Amour et Carburateur est un film français dans le genre comédie sentimentale réalisé par Pierre Colombier, sorti en 1925.

## Synopsis
C'est l'histoire d'un garagiste (André Alerme) qui fait un gros héritage et devient un gros industriel de l'automobile. Il a une fille Suzanne (Paulette Berger) qu'il rêve de marier à un noble, le comte de la Michodière mais celle-ci est entichée d'un ouvrier du garage de son père, André, interprété par Albert Préjean.

## Fiche technique
- Titre : Amour et Carburateur
- Réalisation et scénario : Pierre Colombier, assisté de  Jean Erard et Henri Debain
- Décors : Jacques Colombier
- Photographie : Raoul Aubourdier
- Société de production : Les Films de France
- Distribution : Pathé Consortium Cinéma
- Pays de production : France
- Format : Noir et blanc - Muet - 1,33:1
- Genre : Comédie
- Durée : 63 minutes
- Date de sortie : 
  - France : 9 octobre 1925

Sources : Bifi et IMDb

## Distribution
- André Alerme : Alcide Darbois
- Paulette Berger : Suzanne Darbois
- Albert Préjean : Bégonia
- Henri Debain : le comte Gaëtan de la Michodière
- Alice Tissot : Ursule Cachou
- Henri Maillard : le marquis Abélard de la Michodière
- Nicolas Redelsperger : Jules Tapinois
- Fabien Haziza : le boxeur gigolo
- Milva : le jeune poète
- Albert Broquin : Bébert